# 恋はワイルド・シング
「恋はワイルド・シング」（原題： Wild Thing）は、英国のグループ、トロッグスが1966年にカバーし全米チャート1位を記録した楽曲。
ローリング・ストーンの選ぶオールタイム・グレイテスト・ソング500（2010年版）では261位にランクされている。

## 概要
ニューヨークのナイトクラブのハウスバンド、ザ・ワイルド・ワンズ（日本の同名バンドとは別）が1965年11月に発表したバージョンがオリジナルである。作詞作曲はシンガーソングライターのチップ・テイラー。トロッグスのバージョンは、1966年7月30日から8月6日にかけてビルボード・Hot 100で2週連続1位を記録した。英国のチャートでは2位を記録した。
オリジナルのバージョンでは間奏で口笛が流れる。トロッグスのバージョンでは、ミュージック・ディレクターのコリン・フレッチャーがそれをオカリナで再現している。

## その他のバージョン
- ザ・ジミ・ヘンドリックス・エクスペリエンス

1967年6月の「モントレー・ポップ・フェスティバル」において、この曲の演奏中に「ギター燃やし」のパフォーマンスを行ったことで知られる。
- ザ・ランナウェイズ

レコードデビュー以前からレパートリーとしており、ドラマーのサンディ・ウェストがボーカルを務めている。ライブ盤『Live in Japan』（1977年）に収録。
- ジェフ・ベック

ベック･バージョンの邦題は『ワイルド･シング』。
- サム・キニスン (Sam Kinison) (アメリカのコメディアン)
- X（ロサンゼルスのバンド）

映画『メジャーリーグ』で使用されたほか、プロレスラー大仁田厚の入場テーマ曲としても取り上げられた。
- エース・フレーリー（元キッスのギタリスト）

1stカバーアルバム『Origins Vol. 1』（2016年4月15日）7曲目に収録。元ザ・ランナウェイズのリタ・フォードがフィーチャーされている。